# Akita Shoten
Akita Publishing Co., Ltd. (jap. 株式会社秋田書店 Kabushiki-gaisha Akita Shoten) – japońskie wydawnictwo z siedzibą w dzielnicy Chiyoda w Tokio, założone 10 sierpnia 1948.

## Magazyny

### Shōnen
| Tytuł                      | Nazwa oryginalna     | Nazwa oryginalna     | Częstotliwość  | Data wydawania kolejnych numerów |
| Tytuł                      | Kanji                | Rōmaji               | Częstotliwość  | Data wydawania kolejnych numerów |
| -------------------------- | -------------------- | -------------------- | -------------- | -------------------------------- |
| „Bessatsu Shōnen Champion” | 別冊少年チャンピオン | 別冊少年チャンピオン | dwumiesięcznik | 12. dzień co dwa miesiące        |
| „Champion Red”             | チャンピオンレッド   | Champion Reddo       | miesięcznik    | 19. dzień miesiąca               |
| „Gekkan Shōnen Champion”   | 月刊少年チャンピオン | 月刊少年チャンピオン | miesięcznik    | 6. dzień miesiąca                |
| „Shūkan Shōnen Champion”   | 週刊少年チャンピオン | 週刊少年チャンピオン | tygodnik       | każdy czwartek                   |

### Seinen
| Tytuł                  | Nazwa oryginalna         | Nazwa oryginalna      | Częstotliwość  | Data wydawania kolejnych numerów |
| Tytuł                  | Kanji                    | Rōmaji                | Częstotliwość  | Data wydawania kolejnych numerów |
| ---------------------- | ------------------------ | --------------------- | -------------- | -------------------------------- |
| „Champion Red Ichigo”  | チャンピオンレッドいちご | Champion Reddo Ichigo | dwumiesięcznik | 5. dzień co dwa miesiące         |
| „Golf Comic”           | ゴルフコミック           | Gorufu Komikku        | miesięcznik    | 1. dzień miesiąca                |
| „Play Comic”           | プレイコミック           | Purei Komikku         | dwutygodnik    | 2. i 4. tydzień miesiąca         |
| „Young Champion”       | ヤングチャンピオン       | Yangu Champion        | dwutygodnik    | 2. i 4. tydzień miesiąca         |
| „Young Champion Retsu” | ヤングチャンピオン烈     | Yangu Champion Retsu  | dwumiesięcznik | 3. dzień co dwa miesiące         |

### Dla dziewczyn
| Tytuł            | Nazwa oryginalna       | Nazwa oryginalna     | Częstotliwość        | Data wydawania kolejnych numerów |
| Tytuł            | Kanji                  | Rōmaji               | Częstotliwość        | Data wydawania kolejnych numerów |
| ---------------- | ---------------------- | -------------------- | -------------------- | -------------------------------- |
| Princess         | プリンセス             | Purinsesu            | wydawanie wstrzymane | wydawanie wstrzymane             |
| Princess Gold    | プリンセスゴールド     | Purinsesu Gōrudo     | wydawanie wstrzymane | wydawanie wstrzymane             |
| Petit Princess   | プチプリンセス         | Puchi Purinsesu      | dwumiesięcznik       | 15. dzień parzystego miesiąca    |
| Mystery Bonita   | ミステリーボニータ     | Misutarī Bonīta      | miesięcznik          | 6. dzień miesiąca                |
| Suspiria Mystery | サスペリアミステリー   | Sasuperia Misutarī   | dwumiesięcznik       | 24. dzień nieparzystego miesiąca |
| Elegance Eve     | エレガンスイブ         | Eregansu Ibu         | miesięcznik          | 26. dzień miesiąca               |
| For Mrs.         | フォアミセス           | Foa Misesu           | miesięcznik          | 3. dzień miesiąca                |
| For Mrs. Special | フォアミセススペシャル | Foa Misesu Supesharu | miesięcznik          | brak danych                      |
| Love MAX         | 恋愛 MAX               | Rabu MAX             | dwumiesięcznik       | 6. dzień nieparzystego miesiąca  |
| Love Cherry Pink | 恋愛チェリーピンク     | Rabu Cherī Pinku     | dwumiesięcznik       | 6. dzień parzystego miesiąca     |
| Desir SP         | デジールSP             | Dejīru SP            | dwumiesięcznik       | 28. dzień parzystego miesiąca    |
| Hitomi           | ひとみ                 | ひとみ               | wydawanie wstrzymane | wydawanie wstrzymane             |

### Pozostałe
| Tytuł                      | Nazwa oryginalna       | Nazwa oryginalna | Częstotliwość        | Data wydawania kolejnych numerów |
| Tytuł                      | Kanji                  | Rōmaji           | Częstotliwość        | Data wydawania kolejnych numerów |
| -------------------------- | ---------------------- | ---------------- | -------------------- | -------------------------------- |
| „Family Computer Champion” | ファミコンチャンピオン | Famikon Champion | wydawanie wstrzymane | wydawanie wstrzymane             |
| „Bōken'ō”                  | 冒険王                 | 冒険王           | wydawanie wstrzymane | wydawanie wstrzymane             |
| „Manga Cross”              | マンガクロス           | Manga Kurosu     | tygodnik             | wtorek i czwartek                |